# Marcel Artelesa
Marcel Artelesa (2 de julio de 1938-23 de septiembre de 2016) fue un futbolista francés que jugó como defensor. Jugó para la selección de fútbol de Francia en la Copa Mundial de Fútbol de 1966 en Inglaterra.

## Equipos
| Equipo                         | País                | Años                | PJ  | Goles |
| ------------------------------ | ------------------- | ------------------- | --- | ----- |
| Troyes AC                      | Francia             | 1959-1961           | 113 | 2     |
| AS Monaco                      | Mónaco              | 1961-1967           | 200 | 5     |
| Olympique de Marsella          | Francia             | 1966-1968           | 79  | 0     |
| OGC Niza                       | Francia             | 1968-1969           | 22  | 0     |
| CA Paris-Neuilly               | Francia             | 1969-1970           | 37  | 0     |
| Troyes AC                      | Francia             | 1970-1973           | 67  | 1     |
| Selección de fútbol de Francia | Francia             | 1963–1966           | 21  | 1     |
| Total en su carrera            | Total en su carrera | Total en su carrera | 548 | 9     |

## Palmarés
| Título          | Club      | Año  |
| --------------- | --------- | ---- |
| Copa de Francia | AS Monaco | 1963 |
| Ligue 1         | AS Monaco | 1963 |

### Distinciones
| Distinción                                  | Año  |
| ------------------------------------------- | ---- |
| Jugador francés del año por France Football | 1964 |